# Letteratura cinese (periodo classico)
La letteratura cinese nel periodo classico (206 a.C. - 1911) - dalle dinastie Han fino alla fine della dinastia Qing - è caratterizzata da una straordinaria evoluzione stilistica, filosofica e tematica. Durante questi duemila anni, si svilupparono generi letterari fondamentali, tra cui la poesia, la storiografia, la narrativa e il saggio, tutti influenzati da correnti filosofiche come il confucianesimo, il daoismo e il buddhismo.

## Storia

### Dinastie Qin e Han (221 a.C. – 220 d.C.)
Durante la dinastia Qin, l'imperatore Qin Shi Huangdi promosse l'unificazione della scrittura e standardizzò i caratteri cinesi, facilitando la diffusione della letteratura. Tuttavia, è noto anche per aver ordinato la distruzione di molti libri e l'esecuzione di studiosi, nel tentativo di controllare il pensiero intellettuale. Con l'avvento della dinastia Han, la letteratura conobbe una fioritura significativa. La poesia di Chu si evolse nel "fu" (賦), una forma poetica spesso dialogica e in rima. Parallelamente, si sviluppò lo "yuefu" (乐府), poesia di stile popolare che prende il nome dall'ufficio musicale incaricato della raccolta di canti popolari. In ambito prosastico, spicca il "Shiji" (史記) di Sima Qian, una monumentale opera storica che ha influenzato profondamente la storiografia cinese.

### Periodo delle Sei Dinastie e dinastia Sui (220 – 618 d.C.)
Questo periodo, caratterizzato da divisioni politiche e turbolenze, vide l'introduzione del buddhismo in Cina, influenzando profondamente la letteratura. La poesia divenne un mezzo per esprimere sentimenti personali e riflessioni filosofiche, mentre la prosa si arricchì di saggi e trattati che esploravano temi sia mondani che spirituali.

### Dinastia Tang (618 – 907 d.C.)
Considerata l'età d'oro della poesia cinese, la dinastia Tang vide poeti come Li Bai e Du Fu emergere con opere che celebravano la natura, l'amicizia e riflettevano sulle difficoltà della vita. La prosa dell'epoca si distinse per saggi e racconti brevi che esploravano una varietà di temi, dalla filosofia alla narrativa fantastica.

### Dinastia Song (960 – 1279 d.C.)
Durante la dinastia Song, la letteratura si arricchì ulteriormente con lo sviluppo del "ci", una forma poetica lirica che esprimeva emozioni personali. La prosa divenne più colloquiale, con l'emergere di opere che riflettevano la vita quotidiana e le preoccupazioni della gente comune.

### Dinastia Yuan (1279 – 1368 d.C.)
Sotto la dominazione mongola, il teatro cinese raggiunse nuove vette. Il "zaju", una forma di opera teatrale, divenne popolare, combinando musica, canto e danza. La narrativa in prosa iniziò a svilupparsi, ponendo le basi per i grandi romanzi delle dinastie successive.

### Dinastia Ming (1368 – 1644 d.C.)
Questo periodo vide la nascita del romanzo cinese classico. Opere come "Il romanzo dei Tre Regni" e "Il sogno della camera rossa" sono esempi di narrativa estesa che esplorava temi storici, sociali e romantici. La letteratura vernacolare prosperò, rendendo le opere più accessibili al pubblico generale.

### Dinastia Qing (1644 – 1911 d.C.)
La letteratura Qing continuò la tradizione dei romanzi, con opere che esploravano la società, la politica e la cultura dell'epoca. La poesia e la prosa riflettevano sia le tensioni interne che le influenze esterne, mentre la Cina affrontava l'interazione crescente con le potenze occidentali.

## Lista dei testi

### 魏晉南北朝 (Wei, Jin e le dinastie del Nord e del Sud, 220-589)[2]
- 《道德真經註》 (Commentario al Dao De Jing) – Wang Bi, Un influente commentario al Dao De Jing attribuito a Wang Bi (226-249), noto per la sua interpretazione metafisica del daoismo, che influenzò profondamente il pensiero cinese successivo.[3]
- 《世說新語》 (Racconti del mondo contemporaneo) – Liu Yiqing, Una raccolta di aneddoti e racconti sulla vita e la personalità di studiosi e funzionari dell’epoca Wei-Jin, caratterizzata da uno stile elegante e arguto.[4]
- 《顏氏家訓》 (Precetti della famiglia Yan) – Yan Zhitui), Un'opera di carattere didattico e morale, in cui Yan Zhitui fornisce consigli sulla condotta e sull'educazione ai suoi discendenti.[5]
- 《文心雕龍》 (L'intaglio letterario del cuore) – Liu Xie, Un'opera fondamentale di critica letteraria che analizza il linguaggio, lo stile e la teoria della letteratura cinese.[6]
- 《抱朴子》 (Baopuzi) – Ge Hong, Un testo daoista che esplora l'alchimia, l'immortalità e le pratiche esoteriche, suddiviso in una sezione "interna" (daoista) e una "esterna" (con argomenti etici e sociali).[7]
- 《人物志》 (Trattato sulle personalità) – Liu Shao, Un'opera che classifica e analizza le personalità e le capacità umane, utilizzata per la selezione dei funzionari.[8]
- 《金樓子》 (Jinlouzi) – Xiao Yi, Una raccolta enciclopedica di saggi che trattano vari argomenti, tra cui letteratura, filosofia e politica.[9]
- 《水經注》 (Commentario al Classico dei fiumi) – Li Daoyuan, Un dettagliato commentario geografico sui fiumi della Cina, basato su un testo più antico (Shuijing).[10]
- 《神仙傳》 (Biografie degli immortali) – Ge Hong, Una raccolta di biografie di figure mitologiche e daoisti, che descrive le pratiche per raggiungere l'immortalità.[11]
- 《三國志》 (Cronache dei Tre Regni) – Chen Shou, Una delle principali fonti storiche sul periodo dei Tre Regni, base per il romanzo storico Il romanzo dei Tre Regni.[12]
- 《高士傳》 (Biografie di uomini illustri), Una raccolta di biografie di eremiti e intellettuali dell'epoca, che esaltano la virtù e il ritiro dalla vita pubblica.[13]
- 《神異經》 (Classico delle meraviglie divine), Un'opera che raccoglie racconti di fenomeni straordinari, spiriti e creature mitiche.[14]
- 《洞冥記》 (Racconti dell’oscuro e del misterioso), Un'opera che narra storie fantastiche e soprannaturali, con influenze daoiste.[15]

### 隋唐 (Sui-Tang, 581-907)[2]
- 《群書治要》 (Compendio essenziale dei classici) – Compilato sotto il Tang Taizong (Tang, 631), Un'antologia di testi classici confuciani, destinata a fornire ai governanti linee guida per l’amministrazione dello Stato.[16]
- 《藝文類聚》 (Raccolta enciclopedica di letteratura e arte) (Tang, 624), Una grande enciclopedia che raccoglie citazioni da classici e testi storici.[17]
- 《通典》 (Tongdian) – Du You (Tang, 801), Un'opera di storia e amministrazione che copre temi come politica, economia e diritto dalle origini della Cina fino alla dinastia Tang.,[18]
- 《意林》 (Raccolta di idee) (Tang, 770-800), Un'antologia di massime e riflessioni tratte da vari testi antichi.[19]
- 《黃帝陰符經》 (Yinfu Jing del Huangdi) (Tang, 700-750), Un classico daoista attribuito all’Imperatore Giallo, con insegnamenti sulla strategia e la natura ciclica degli eventi.[20]

### 宋明 (Song-Ming, 960-1644)[2]
- 《四書章句集注》 (Commentario ai Quattro Libri) – Zhu Xi (Southern Song, 1150-1200), Un'opera fondamentale del neoconfucianesimo, che fornisce commenti ai testi classici Lunyu, Mencio, Daxue e Zhongyong.[21]
- 《三字經》 (Classico dei tre caratteri), Un testo didattico che introduce ai bambini i principi confuciani attraverso versi di tre caratteri.[22]
- 《論語注疏》 (Commentario e glosse ai Dialoghi di Confucio) , Un'opera che analizza e interpreta il Lunyu (Dialoghi di Confucio).[23]
- 《西遊記》 (Viaggio in Occidente) – Wu Cheng’en, Un classico della letteratura cinese che racconta il viaggio del monaco Xuanzang e dei suoi compagni verso l’India, con elementi mitologici e satirici.[24]
- 《三國演義》 (Il romanzo dei Tre Regni) – Luo Guanzhong, Un romanzo storico basato sulle vicende dei Tre Regni, mescolando fatti reali e finzione epica.[25]
- 《金瓶梅》 (Jin Ping Mei) , Un romanzo realistico e satirico che descrive la corruzione e il decadimento morale della società.[26]
- 《封神演義》 (Investitura degli Dei) , Un romanzo mitologico che narra la caduta della dinastia Shang e l'ascesa della dinastia Zhou con l'intervento di divinità e immortali.[27]
- 廣韻 (Guangyun), Un dizionario di rime compilato sotto la dinastia Song settentrionale, basato su precedenti lavori della dinastia Tang. È una delle principali fonti per lo studio della fonologia cinese antica.[28]
- 孝經注疏 (Xiaojing Zhushu), Commentario classico sul "Xiaojing" (Classico della Pietà Filiale), un'opera confuciana che enfatizza l'importanza della pietà filiale nelle relazioni sociali e familiari.[29]
- 太平御覽 (Taiping Yulan) Una vasta enciclopedia imperiale commissionata dall'imperatore Taizong della dinastia Song, che raccoglie testi storici, filosofici e letterari dall'antichità fino al periodo Song.[30]
- 太平廣記 (Taiping Guangji)  Una raccolta di racconti e leggende popolari, spesso di carattere soprannaturale o storico, provenienti da diverse fonti precedenti. È una delle opere più importanti per lo studio della narrativa cinese premoderna.[31]
- 朱子語類 (Zhuzi Yulei), Una raccolta di discorsi e insegnamenti del filosofo neoconfuciano Zhu Xi (1130-1200), che ha avuto una grande influenza sulla filosofia cinese e sugli esami imperiali.[32]
- 宋景文公筆記 (Song Jingwen Gong Biji) Una raccolta di annotazioni e osservazioni storiche e filosofiche di Song Qi (宋祁), uno studioso e funzionario della dinastia Song.[33]
- 棋經 (Qijing)  1010-1063 Un manuale classico sul gioco del Go (Weiqi), che descrive strategie, tecniche e teorie per i giocatori.[34]
- 郁離子 (Yuli Zi) Un'opera filosofica e allegorica scritta da Liu Ji (劉基), che utilizza racconti e parabole per riflettere su temi politici e morali.[35]

### 清代 (Qing, 1644-1912)[2]
- 墨子閒詁 (Mozi Jiangu)  1893 – Sun Yirang, Un commentario dettagliato sul "Mozi", testo del filosofo Mozi (V secolo a.C.), che promuoveva la meritocrazia, l'utilitarismo e la pace.[36]
- 紅樓夢 (Hong Lou Meng) 1780-1792, Meglio noto come Il sogno della camera rossa, è uno dei quattro grandi romanzi classici della letteratura cinese. Racconta l'ascesa e la caduta di una famiglia aristocratica e include profonde riflessioni sulla società, l'amore e la spiritualità.[37]
- 全唐詩 (Quan Tang Shi)  1705, Un'enorme raccolta di poesie della dinastia Tang (618-907), compilata durante il periodo Qing. È una delle fonti più complete per lo studio della poesia cinese classica.[38]
- 康熙字典 (Kangxi Zidian)  1710-1716, Un importante dizionario di caratteri cinesi compilato sotto l'imperatore Kangxi. Ha influenzato lo studio della lingua cinese per secoli.[39]
- 儒林外史 (Rulin Waishi)  1750, Conosciuto in italiano come Gli studiosi, è un romanzo satirico che critica l'ipocrisia della burocrazia e degli esami imperiali nel sistema confuciano.[40]